# De sjungande stenarna

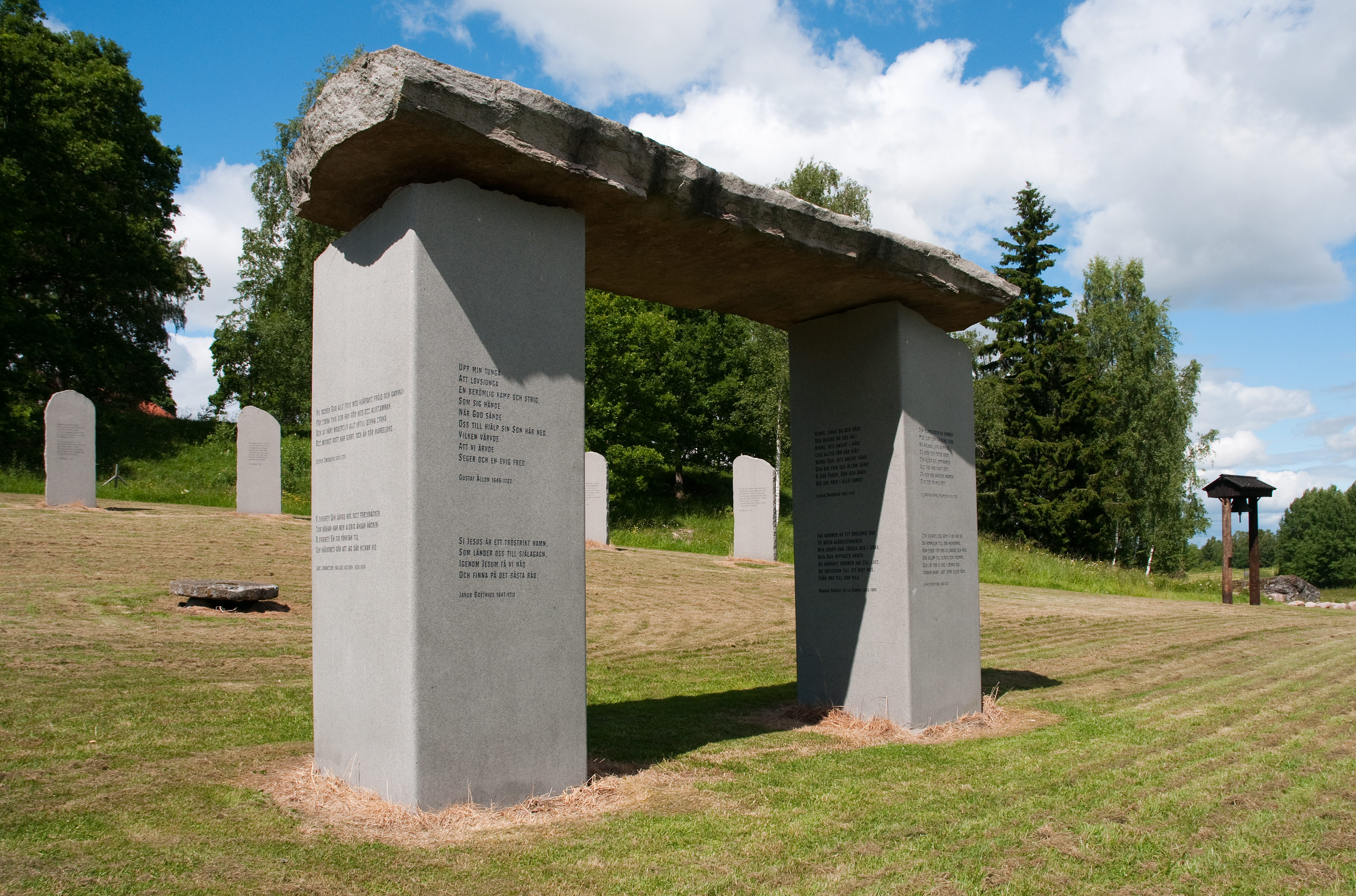
Porten till De sjungande stenarna.

De sjungande stenarna var en kulturpark belägen vid Wreta Gård nordost om Nyköping. I parken fanns bland annat tolv 3,5 meter höga granitblock med  23 kända Psalmer och andliga sånger inhuggna i originaltext. Parken var ett privat initiativ med syftet att skapa ett naturens andaktsrum och en rofylld plats för eftertanke. De sjungande stenarna är en del av projektet Skapande landsbygd.  Parken stod klar år 2000.
Parken avvecklades 2016 och stenarna flyttades till Sankt Agnes Kapell i Gnosjö. 

## Bildgalleri

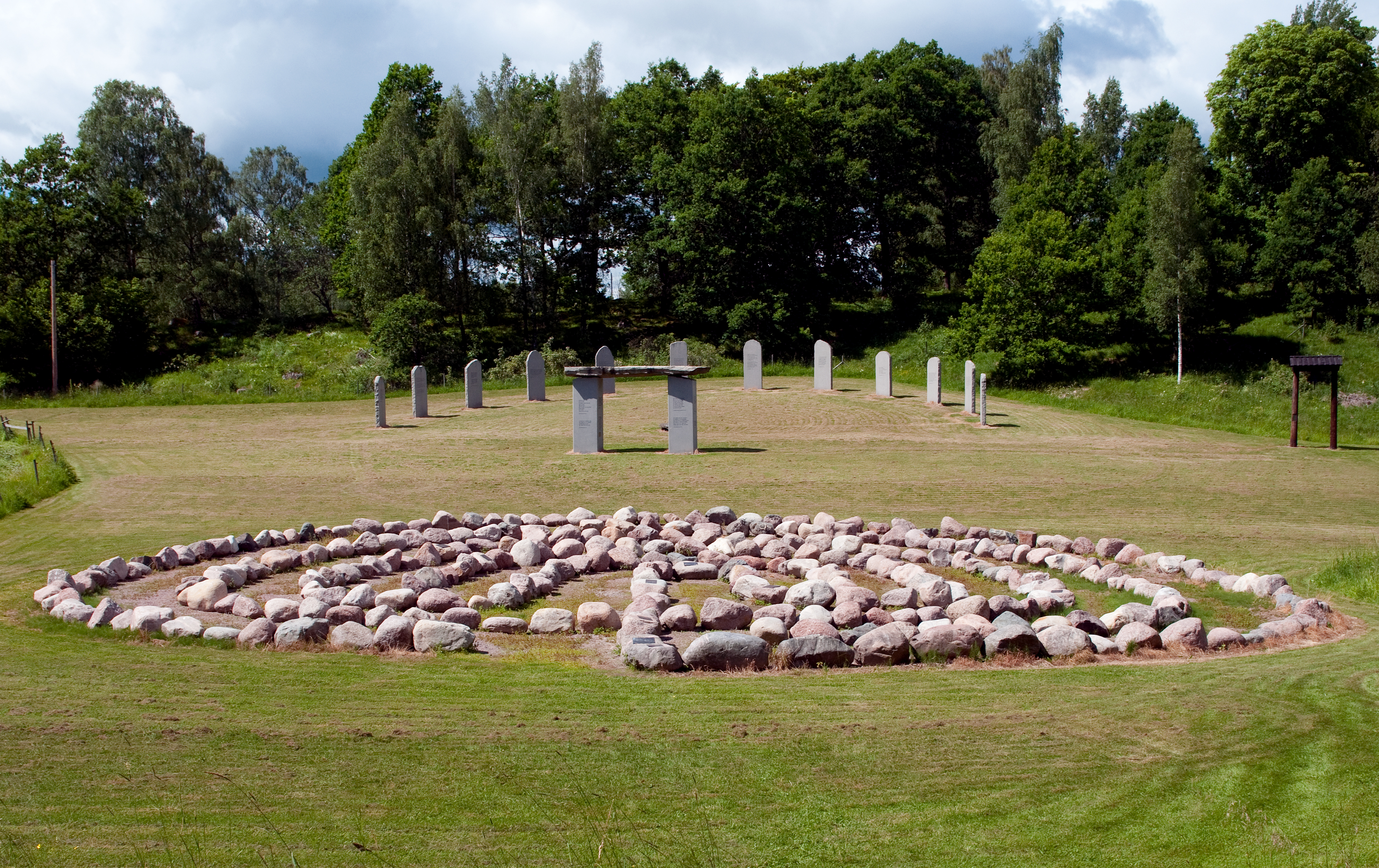
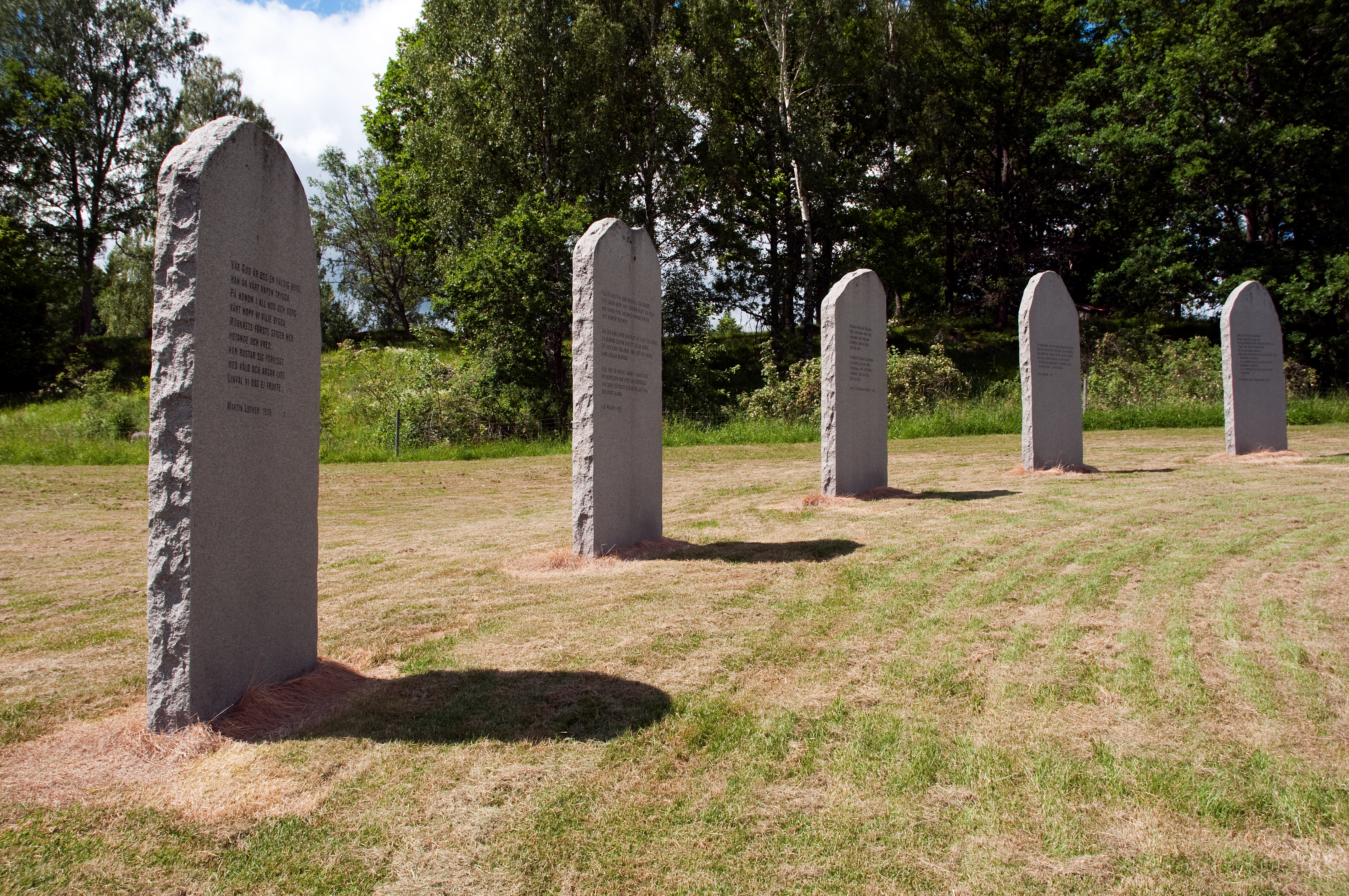
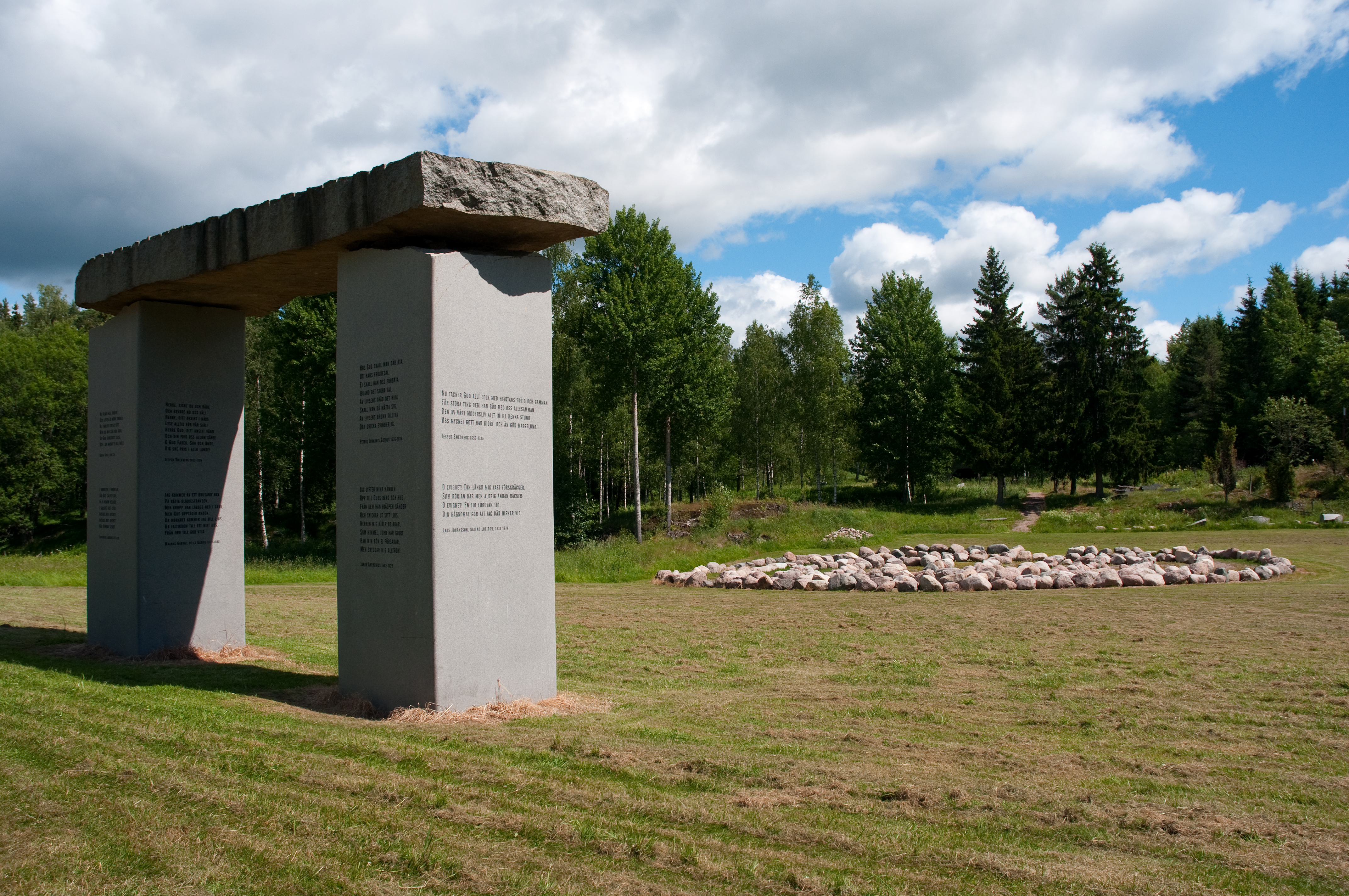